# Plataforma F (General Motors)
La plataforma F o F-Body fue una plataforma de automóvil deportivo de tracción trasera de General Motors desde 1967 hasta 2002. Se basa en parte en la plataforma X que fue utilizado para aplicaciones compactas en lugar de la intención deportiva de la plataforma F. Los dos únicos vehículos que se han construido utilizando la plataforma F son el Chevrolet Camaro y el Pontiac Firebird. El cuarto carácter en el Número de Identificación Vehicular (VIN) para un coche de plataforma F es la «F», en los vehículos de cuarta generación. Camaros y Firebirds anteriores tenían diferentes códigos VIN, pero se conocía comúnmente como plataforma F o como «F-bodies».
La plataforma F consiste de un conjunto de carrocería de técnica mixta, en la cual un semi-monocasco se combinaba con un chasis parcial (subchasis) que soporta el motor, el puente delantero y la transmisión.

## Evolución de la plataforma F

### Primera generación (1967-1969)
Los primeros coches de plataforma F fueron producidos en 1967, como respuesta de General Motors al Ford Mustang. Originalmente diseñado estrictamente como la plataforma para el Camaro, a los ingenieros de Pontiac se les dio un corto período de tiempo antes del lanzamiento del Camaro para producir una versión que coincida con su estilo corporativo también. La plataforma F estaba disponible tanto como un cupé de techo duro y convertible con techo de lona. Al igual que la política de General Motors en el momento, Chevrolet y Pontiac ambos instalan sus propios motores. Sin embargo, las alineaciones de los motores fueron similares. Los dos coches se podrían tener con el motor de seis cilindros en línea de base de una u otra división, un motor V8 de aproximadamente 327 pulgadas cúbicas (5,4 litros) de Chevrolet o 326 plg³ (5,3 litros) de Pontiac, o bien, un V8 más grande de aproximadamente 396 plg³ (6,5 L) de Chevrolet o 400 plg³ (6,6 L) de Pontiac. Debido a los retrasos con el diseño de los coches de segunda generación, los modelos 1969 se produjeron más de lo habitual.
En 1968 el «subchasis» de la plataforma F fue adaptado a la plataforma X y formó la base para el Chevrolet Nova y vehículos similares entre los años 1968 y 1979.

### Segunda generación (1970-1981)
Los coches de segunda generación de plataforma F fueron lanzados de hecho como coches 1970½, debido a las extensas demoras en el diseño y la producción del nuevo estilo de la carrocería. Ambos coches crecieron considerablemente, con cambios bastante drásticos en el estilo para que coincida con el estilo de cada marca actualizada en toda la línea. Solamente Pontiac recibió opciones de motor en el rango de 454 plg³ (7,4 L) en los primeros años de la segunda generación de Chevrolet, está en los manuales técnicos, pero nunca se produjo, o bien, de 455 plg³ (7,5 L) de Pontiac. Sin embargo, esta opción del motor se suspendería ya que las emisiones y las restricciones de economía de combustible hicieron sus costos de producción prohibitivos. El rendimiento siguió disminuyendo hasta 1981, ya que los niveles de potencia disminuyeron y aumentaron de peso.

### Tercera generación (1982-1992)
La tercera generación de la plataforma F se introdujo para el año 1982, como un rediseño importante con un aspecto más moderno y un coche más ligero y de mejor manejo. En una medida que más tarde pasará a través de casi todos los modelos de GM, el Firebird cambia de motores diseñados de Pontiac a los mismos motores que Chevrolet que alimentaba el Camaro. Esta fue también la única generación de Plataforma F a estar disponible con un motor de cuatro cilindros en línea, conocido como el Iron Duke. El último Firebird que se construirá con un motor no disponible en el Camaro fue el Trans Am Turbo de 1989, que tenía un V6 Buick con turbocompresor de 231 plg³ (3,8 L), derivado del Buick Regal.

### Cuarta generación (1993-2002)
La cuarta generación de la plataforma F fue lanzado en 1993. Era una extensa revisión de la tercera generación de coches, en lugar de un diseño completamente nuevo. Fue producido hasta que la plataforma se canceló a finales de los año modelo 2002. A diferencia de la mayor parte de años pasados, las opciones de motor se han simplificado considerablemente, cada año, tanto en el Camaro y el Firebird, solamente había un V6 y un V8 disponibles. Para el año 1993 y 1995, el V6 a 60° fue el de 208 plg³ (3,4 L); Los autos entre 1996-2002 recibieron el V6 de 231 plg³ (3,8 L) 3800 Series II. Los automóviles entre 1993-1997 V8 son suministrados con el 350 plg³ (5,7 L) LT1, mientras los automóviles de 1998-2002 recibieron el de 346 plg³ (5,7 L) LS1. Ambos motores estaban disponibles con la transmisión automática de cuatro velocidades 4L60E. Motores V6 con una transmisión manual tenían una unidad de cinco velocidades y la manual para los coches V8 fue el de seis velocidades T-56, fabricados ya sea por BorgWarner o Tremec. Una palanca de cambios opcional suministrado por Hurst también estaba disponible en los modelos V8.

## Dimensiones de la plataforma F
| Plataforma F          | 1.ª generación      | 2.ª generación                        | 3.ª generación                          | 4.ª generación        |
| --------------------- | ------------------- | ------------------------------------- | --------------------------------------- | --------------------- |
| Período:              | 1967-1969           | 1970-1981                             | 1982-1992                               | 1993-2002             |
| Distancia entre ejes: | 2743 mm (108 plg)   | 2743 mm (108 plg)                     | 2565 mm (101 plg)                       | 2568 mm (101,1 plg)   |
| Vía delantera:        | 1496 mm (58,9 plg)  | 1557 mm (61,3 plg)                    | 1542 mm (60,7 plg)                      | 1542 mm (60,7 plg)    |
| Vía trasera:          | 1499 mm (59,0 plg)  | 1524 mm (60,0 plg)                    | 1565 mm (61,6 plg)                      | 1539 mm (60,6 plg)    |
| Largo:                | 4691 mm (184,7 plg) | 4775 mm (188 plg) 5019 mm (197,6 plg) | 4770 mm (187,8 plg) 4892 mm (192,6 plg) | ~ 4907 mm (193,2 plg) |
| Ancho:                | 1842 mm (72,5 plg)  | 1890 mm (74,4 plg)                    | ~ 1849 mm (72,8 plg)                    | 1890 mm (74,4 plg)    |

## Aplicaciones
- Chevrolet Camaro
- Pontiac Firebird

## Legado
General Motors ha vuelto a introducir el Chevrolet Camaro como un modelo de 2010, utilizando la plataforma Zeta, curiosamente con un código VIN de «F». Según General Motors, ningún modelo de acompañante de la marca Pontiac fue planeada antes de la interrupción de la marca Pontiac en 2009. Antes del lanzamiento del Camaro, Pontiac había lanzado una importación cautiva rebautizado que era un coche de plataforma Zeta , el Pontiac G8, que era un rebautizado Holden VE Commodore de Australia.